# Caprile
Caprile ist eine Gemeinde mit 187 Einwohnern (Stand 31. Dezember 2023) in der italienischen Provinz Biella (BI), Region Piemont. Sie liegt im Gebirgstal Valle Séssera und ist Teil der Verwaltungsgemeinschaft Comunità montana della Valle Séssera.
Die Nachbargemeinden sind Ailoche, Coggiola, Crevacuore, Guardabosone, Portula, Postua, Pray, Scopello und Trivero.
Das Gemeindegebiet umfasst eine Fläche von 11 km².